# Vecht en Rhijn

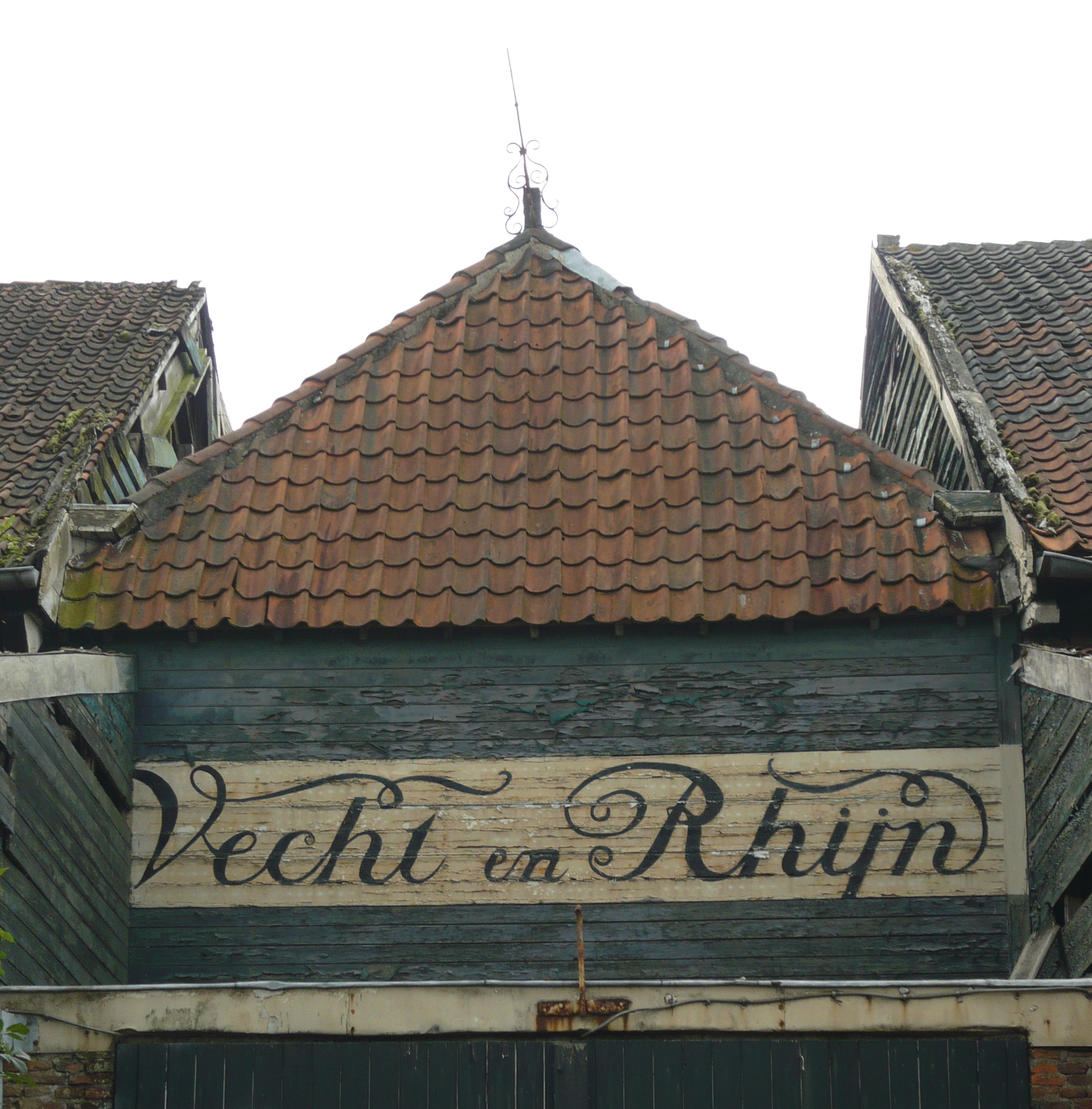
Deel van het fabriekscomplex.

Vecht en Rhijn is een uit productie genomen steenfabriek bij het Nederlandse dorp Breukelen langs de rivier de Utrechtse Vecht.
Oudste delen van de steenfabriek Vecht en Rhijn dateren uit omstreeks 1770. Rond die tijd lag op de andere oever de inmiddels verdwenen steenfabriek Cromwijck. De oprichting van een productielocatie voor baksteen en/of aardewerk was in de Vechtstreek vanaf de middeleeuwen een vaker voorkomend verschijnsel. Grondstoffen als turf en klei waren er eenvoudig voorhanden. Gaandeweg zijn alle steenfabrieken langs de Vecht gesloten. Vecht en Rhijn was tot ruwweg 1950 in gebruik. Het kreeg vervolgens een andere bestemming en ontkwam als enige steenfabriek langs deze rivier aan de sloophamer. In 2004 werd de fabriek aangewezen als gemeentelijk monument. Naast de fabriek staat een directeurswoning in de vorm van een vroeg-19e-eeuws landhuis dat ook is gewaardeerd als gemeentelijk monument.

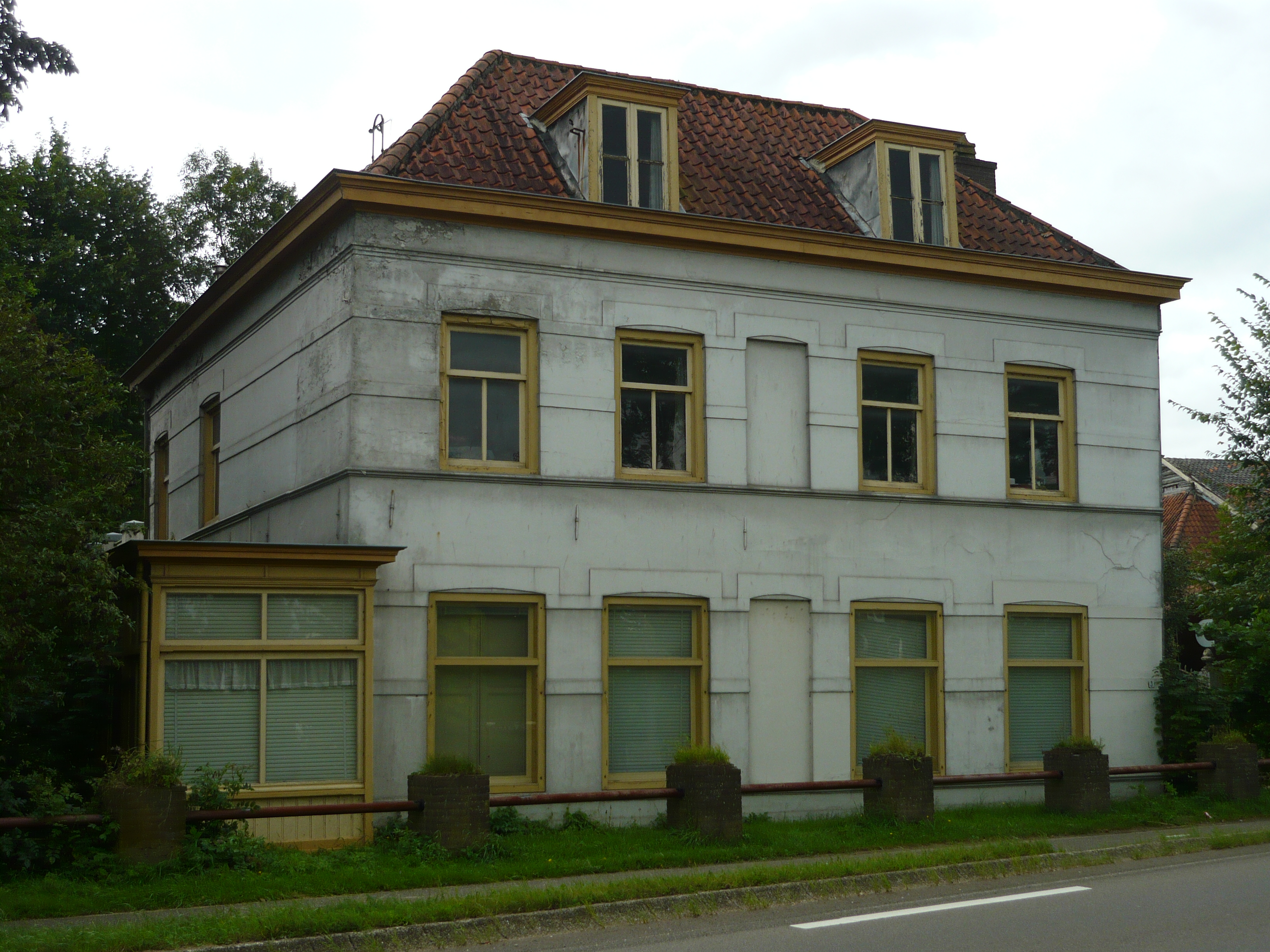
Landhuis naast de fabriek